# UFC 305
UFC 305: du Plessis vs. Adesanya（ユーエフシー・スリーオーファイブ：デュ・プレシ・バーサス・アデサンヤ）は、アメリカ合衆国の総合格闘技団体「UFC」の大会の一つ。2024年8月18日、西オーストラリア州パースのRACアリーナで開催された。

## 大会概要
本大会は王者ドリカス・デュ・プレシと挑戦者イスラエル・アデサンヤによるUFC世界ミドル級タイトルマッチが組まれた。

## 試合結果

### アーリープレリム
第1試合 127.5ポンド契約 5分3R
○  ヘスス・アギラー vs.  スチュワート・ニコル ×
1R 2:39 ギロチンチョーク
※アギラーの体重超過によりフライ級から変更。
第2試合 ウェルター級 5分3R
○  ソン・ケナン vs.  リッキー・グレン ×
3R終了 判定3-0（30-27、30-26、29-28）
第3試合 ライト級 5分3R
○  トム・ノーラン vs.  アレックス・レイエス ×
3R終了 判定3-0（30-27、30-27、29-28）

### プレリミナリーカード
第4試合 ミドル級 5分3R
○  ジャック・ジェンキンス vs.  ハーバート・バーンズ ×
3R 0:48 TKO（棄権）
第5試合 女子フライ級 5分3R
○  ケイシー・オニール vs.  ルアナ・サントス ×
3R終了 判定3-0（30-27、30-27、30-26）
第6試合 フェザー級 5分3R
○  リカルド・ラモス vs.  ジョシュア・クリバオ ×
3R終了 判定2-1（29-28、28-29、29-28）
第7試合 ヘビー級 5分3R
○  ヴァルター・ウォーカー vs.  ジュニア・タファ ×
1R 4:56 ヒールフック

### メインカード
第8試合 ウェルター級 5分3R
○  カルロス・プラチス vs.  リー・ジンリャン ×
2R 4:02 KO（左フック）
第9試合 ヘビー級 5分3R
○  ジャルジーニョ・ホーゼンストライク vs.  タイ・トゥイバサ ×
3R終了 判定2-1（29-28、27-30、30-27）
第10試合 ライト級 5分3R
○  ダン・フッカー vs.  マテウス・ガムロット ×
3R終了 判定2-1（28-29、29-28、29-28）
第11試合 フライ級 5分3R
○  カイ・カラ＝フランス vs.  スティーブ・エルセグ ×
1R 4:04 TKO（右ストレート）
第12試合 UFC世界ミドル級タイトルマッチ 5分5R
○  ドリカス・デュ・プレシ vs.  イスラエル・アデサンヤ ×
4R 3:38 リアネイキドチョーク
※デュ・プレシが王座の初防衛に成功。

### 各賞
ファイト・オブ・ザ・ナイト：ダン・フッカー vs. マテウス・ガムロット
パフォーマンス・オブ・ザ・ナイト：カイ・カラ＝フランス、カルロス・プラチス
各選手にはボーナスとして5万ドルが授与された。

### カード変更
負傷などによるカードの変更は以下の通り。